# Vườn quốc định Echigo Sanzan-Tadami
Vườn quốc định Echigo Sanzan-Tadami (越后三山只见国定公园?) là một Vườn quốc gia dự kiến ở tỉnh Fukushima và Niigata, Nhật Bản. Được thành lập vào ngày 15 tháng 5 năm 1973, khu vực có diện tích 86.129 ha (212.830 mẫu Anh).